# Chris Shiflett
Christopher Aubrey Shiflett (ismertebb nevén Chris Shiflett) (Santa Barbara, Kalifornia, 1971. május 6. –) amerikai gitáros, leginkább a Foo Fighters gitárosaként ismert.

## Foo Fighters
Shiflett a Foo Fighters harmadik stúdióalbuma, a There Is Nothing Left to Lose megjelenése után csatlakozott az együtteshez. A One by One volt az első Foo Fighters-album, amin játszott. Mielőtt a Foo Fighters-höz csatlakozott, Chris két zenekarban játszott: a Bay Area punk-zenekarban, és a No Use for a Name-ben.
A Foo Fighters-ből két gitáros távozott Chris előtt. Az első Pat Smear volt, aki a Germs-ben játszott, és a Nirvana-ban, mint turnégitáros. Miután kilépett, Franz Stahl lépett a helyére, akivel Dave Grohl a Scream-ben játszott együtt. Ő látszólag nem felelt meg, más hangzást adott volna a zenekarnak.

## Élete
A No Use for a Name-ben a "More Betterness!" album turnéjáig játszott. Kilépése után Dave Nassie váltotta fel. A zenei karrierjét egy másik zenekarban kezdte, a Sugarcult-ban. Játszott más együttesekben is. Ilyen volt a Me First and the Gimme Gimmes nevű punk feldolgozászenekar. Saját projektje a Jackson United, ahol Chris az énekes (és persze a szólógitáros is).
Shiflettnek van egy "Gimme" tetoválása, ami a helye és a története miatt érdekes. Az alsó ajkán van, méghozzá belül. Chris részeg volt mikor csináltatta. Mikor a tetoválásról kérdezték viccesen csak annyit mondott, hogy jobban látható helyre kellett volna tetováltatni.

## Felszerelés

### Gitárok
- Gretsch Brian Setzer Black Phoenix
- Gretsch ’59 Nashville reissue
- Gibson ES-135
- Gibson ES-347
- Gibson ES-335
- Gibson SG Custom
- Gibson Les Paul Traditional
- Gibson Les Paul Custom
- Gibson Les Paul Goldtop
- Gibson Les Paul Junior
- Gibson Les Paul Standard
- Gibson Firebird
- Gibson Flying V
- Gibson Explorer
- Fender Blacktop Telecaster
- Fender Chris Shiflett Telecaster Deluxe
- Fender Telecaster
- Fender Telecaster Deluxe
- Fender Stratocaster
- Shifty Telecaster Deluxe
- Shifty Telecaster Thinline
- Duesenberg Fullerton TV
- C. F. Martin akusztikus gitár

Ezekből koncerteken csak a Gibson SG-t és a Gibson Les Paul Junior-t nem használja.

### Effektek
- Boss TU-3 Chromatic Tuner / Power Supply
- Boss DS-1 Distortion
- Dunlop DVP1 Volume pedal
- EHX Micro POG
- Electro-Harmonix Holy Grail Pedal
- Fulltone Fulldrive 2 Mosfet
- Heptode Virtuoso Phase Shifter
- Line 6 M13 Stompbox Modeler (Wasting Light turné)
- Line 6 DL4 Delay Modeler
- Line 6 MM4 Modulation Modeler
- Menatone Red Snapper
- ProCo Rat Pedal
- Voodoo Labs Amp Selector
- Vox Input Selector/Jumper Switch
- Whirlwind A/B Selector

### Erősítők
- Fender Bassman
- Fender Super Reverb
- Friedman BE-100
- Mesa/Boogie Road King
- Vox AC30

## Diszkográfia

### No Use for a Name
- Making Friends (1997)
- More Betterness! (1999)

### Me First and the Gimme Gimmes
- Have a Ball (1997)
- Are a Drag (1998)
- Blow in the Wind (2001)
- Turn Japanese (2001)
- Take a Break (2003)
- Ruin Jonny's Bar Mitzvah (2004)
- Love Their Country (2006)
- Have Another Ball (2008)
- Go Down Under (2011)
- Sing in Japanese (2011)
- Are We Not Men? We Are Diva! (2014)

### Foo Fighters
- One by One (2002)
- In Your Honor (2005)
- Echoes, Silence, Patience & Grace (2007)
- Wasting Light (2011)
- Sonic Highways (2014)
- Saint Cecilia (EP) (2015)
- Concrete and Gold (2017)
- Medicine at Midnight (2021)
- But Here We Are (2023)

### Jackson United
- Western Ballads (2004)
- Harmony and Dissidence (2008)

### Chris Shiflett & the Dead Peasants
- Chris Shiflett & the Dead Peasants (2010)
- All Hat and No Cattle (2013)
- West Coast Town (2017)

## Érdekességek
- Chris-nek van egy testvére, Scott Shiflett, aki egy Face to Face nevű punkzenekarban, és Chris-szel a Jackson United-ban játszik.
- Chris házasságban él, és van 3 fia: Liam, Daschiel (vagy ahogy apja becézi: Dash), és Eamon.
- 2008. május 6-án egy Új-Zéland-i Foo Fighters koncerten a Vector Arénában Dave Grohl egy férfisztriptíztáncost hívott Chris-nek, a rajongók pedig a "Boldog születésnapot"-ot énekelték.
- Ő tervezett egy Tom DeLonge cipőt.